# Lysorophia
Lysorophia – rząd prymitywnych wodnych karbońskich i permskich czworonogów przypominających małe węże.
Czaszka jest lekko zbudowana, z dużymi oczodołami i oknami.  
Lysorophia są uważane za spokrewnione z mikrozaurami, chociaż wzór kości czaszki jest bardzo odmienny.
Rząd obejmuje jedną rodzinę, Lysorophidae.  Grupa jest znana głównie z późnego pensylwanu i wczesnego permu Ameryki Północnej.